# Маниту (озеро)
Маниту — крупнейшее озеро на острове Манитулин (Канада), площадью 104 км² при максимальной глубине почти 50 м, что делает его и самым глубоким на этом острове. Благодаря обитанию в нём озерной форели, сига, щуки, окуня, озеро Маниту популярно, как место рыбалки. Сток через одноимённую реку.
Является крупнейшим в мире озером на острове в пресноводном водоёме. Поскольку Манитулин — остров на озере Гурон, то Маниту можно считать «озером в озере». Кроме того, на Маниту также есть острова, так что они являются «островами на озере на острове на озере».